# Max Urlacher

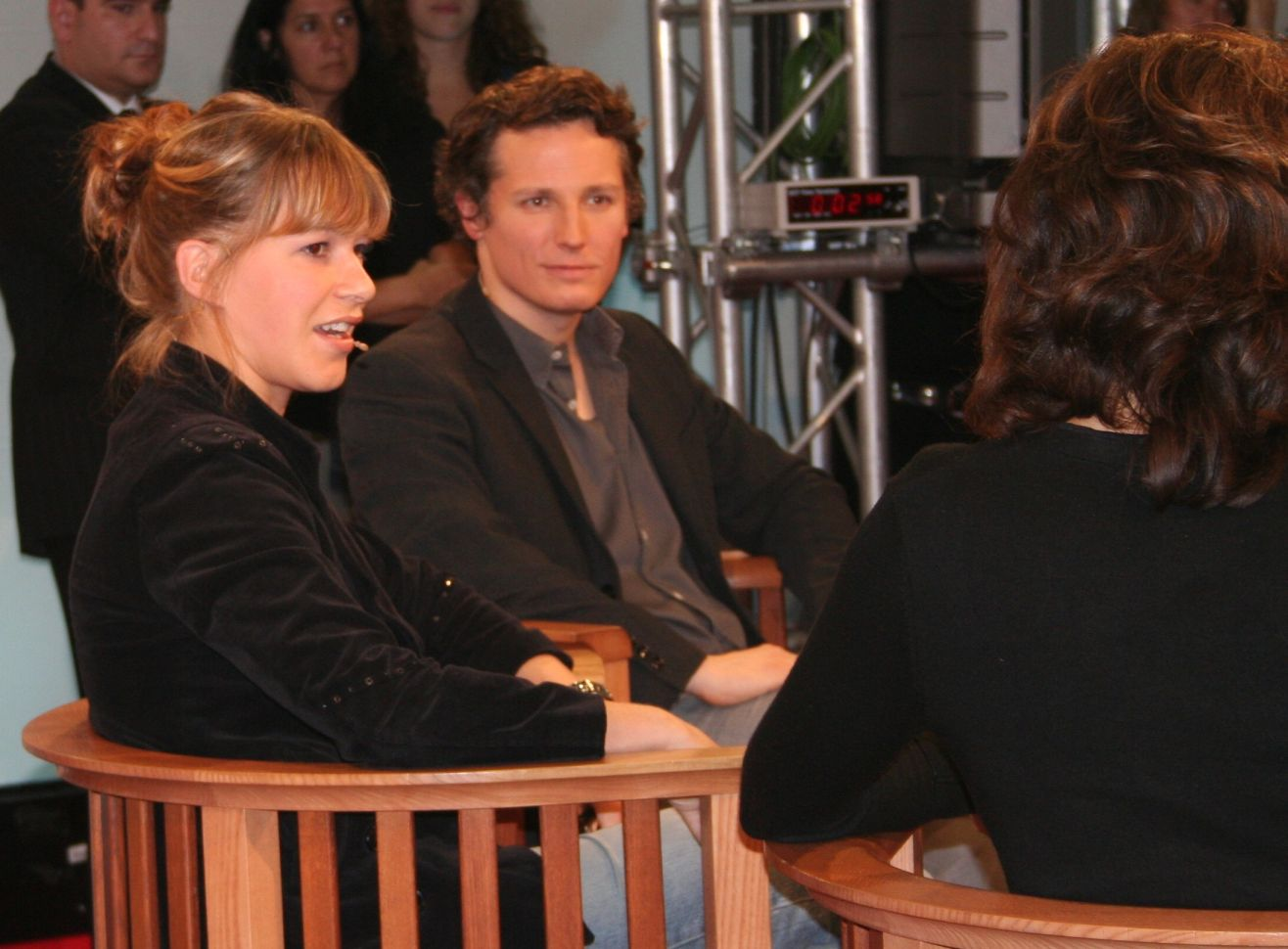
Max Urlacher mit Franka Potente (2005)

Max Urlacher (* 4. September 1971) ist ein deutscher Schauspieler, Autor und Dokumentarfilmer.

## Leben und Wirken
Max Urlacher, aufgewachsen in West-Berlin, absolvierte ein Volontariat bei Inforadio Berlin, studierte dann von 1991 bis 1995 Schauspiel an der Otto-Falckenberg-Schule München und erhielt später seinen Masters in Wirtschaftsphilosophie an der City University London. Er spielte an den Schauspielhäusern Zürich, Bochum und Hamburg und tritt regelmäßig in Film- und Fernsehproduktionen auf. Er ist Kolumnist der Schweizer Zeitschrift Annabelle und Sprecher zahlreicher Hörspiele und Hörbücher. Zusammen mit Franka Potente veröffentlichte er im September 2005 das Buch Los Angeles – Berlin. Ein Jahr. Gemeinsam drehten sie den Dokumentarfilm Tokyo Tokyo, außerdem übernahm Urlacher die Hauptrolle in Potentes Regiedebüt Der die Tollkirsche ausgräbt.
2010 erschien sein Roman Rückenwind – eine Liebesgeschichte im Knaur Verlag München. 2011 folgten Die Putzi Diaries, sowie das zweiteilige Kinderhörspiel Willy und das Meermädchen (WDR). Für sein Hörspiel Märchentherapie (WDR) wurde Max Urlacher mit dem Deutschen Kinderhörspielpreis 2013 ausgezeichnet. 
2015 spielte er in dem Theaterstück Gemetzel von Albert Ostermaier die Hauptrolle des Hagen unter der Regie von Thomas Schadt, Intendanz Nico Hofmann, bei den Nibelungenfestspielen Worms. 
Im Sommer 2016 gab er sein Debüt bei den Salzburger Festspielen als Sebastian in Deborah Warners Sturm-Inszenierung. 
2018 erschien sein Roman Die Königin von Lankwitz im Ullstein Verlag. 
Im Sommer 2019 wurde die Theateradaption seine Debüt-Romans Rückenwind im Rahmen der Nibelungenfestspiele Worms mit ihm selbst in der Hauptrolle uraufgeführt. 
2022 ging er gemeinsam mit dem Freiburger Barockorchester auf Konzerttour. Stationen waren unter anderem die Kölner Philharmonie und die Elbphilharmonie. Max Urlacher war unter dem Dirigat von René Jacobs in der Rolle des Samiel in Carl Maria von Webers Freischütz zu sehen. 
2023 folgte dann, wieder gemeinsam mit dem Freiburger Barockorchester, und unter dem Dirigat von Pablo Heras-Casado eine Neuinterpretation von Mendelssohn Bartholdys Sommernachtstraum, mit Max Urlacher in sämtlichen Rollen, die ihn wieder in die Elbphilharmonie, aber auch in den Musikverein Wien und die Berliner Philharmonie führte.

## Filmografie (Auswahl)
- 1995: Nach Fünf im Urwald
- 1998: Die Seekönigin
- 2004–2005: Sabine! (Fernsehserie)
- 2004: Kommissar Rex (Episode 9x05)
- 2006: Der die Tollkirsche ausgräbt
- 2007: Tatort – Engel der Nacht
- 2007: Mein Mörder kommt zurück (Fernsehfilm)
- 2008: Die Patin – Kein Weg zurück (Fernsehserie)
- 2008: Operation Walküre – Das Stauffenberg-Attentat
- 2008: 80 Minutes
- 2009: Doktor Martin (Fernsehserie)
- 2009: Der Alte – Folge 339: Männer in Schwarz
- 2009: Isch kandidiere
- 2009: Ein starkes Team – Das große Fressen
- 2010: Der letzte Patriarch (Fernsehfilm)
- 2011: Die Rosenheim-Cops – Alles Schwindel
- 2011: Einsatz in Hamburg – Der Tote an der Elbe
- 2012: Passion
- 2013: In aller Freundschaft (Fernsehserie)
- 2013: Letzte Spur Berlin
- 2013: Eine mörderische Entscheidung
- 2013: Akte Ex (Fernsehserie, Folge Der Informant)
- 2014: Die Kraft, die Du mir gibst (Fernsehfilm)
- 2015: Homeland (Fernsehserie, Episode 5x09)
- 2017: Der Usedom-Krimi – Trugspur
- 2017: Einstein (Fernsehserie, Episode 1x08)
- 2017: Professor T. (Fernsehserie, Episode 1x02)
- 2017: Lobbyistin, Mini-Serie, Regie Sven Nagel
- 2018: In aller Freundschaft – Die jungen Ärzte (Fernsehserie, Episode 4x10)
- 2019: Rosamunde Pilcher: Schwiegertöchter
- 2019: Watzmann ermittelt: Abschlag
- 2019: Tonio & Julia: Der perfekte Mann
- 2020: Neben der Spur – Erlöse mich
- 2021: Soko Hamburg – Nachts auf dem Friedhof
- 2021: Der Bergdoktor – Aus Mut gemacht
- 2021: Charité Staffel 3
- 2021: SOKO Donau: Spurlos
- 2023: Tatort: Geisterfahrt
- 2023: SOKO Leipzig: Schutzbefohlen
- 2024: Der Zürich Krimi
- 2024: Asbest, Staffel 2
- 2025: Ein starkes Team: Fast perfekte Morde
- 2025: Dr. Nice – Flammende Herzen

## Theater (Auswahl)

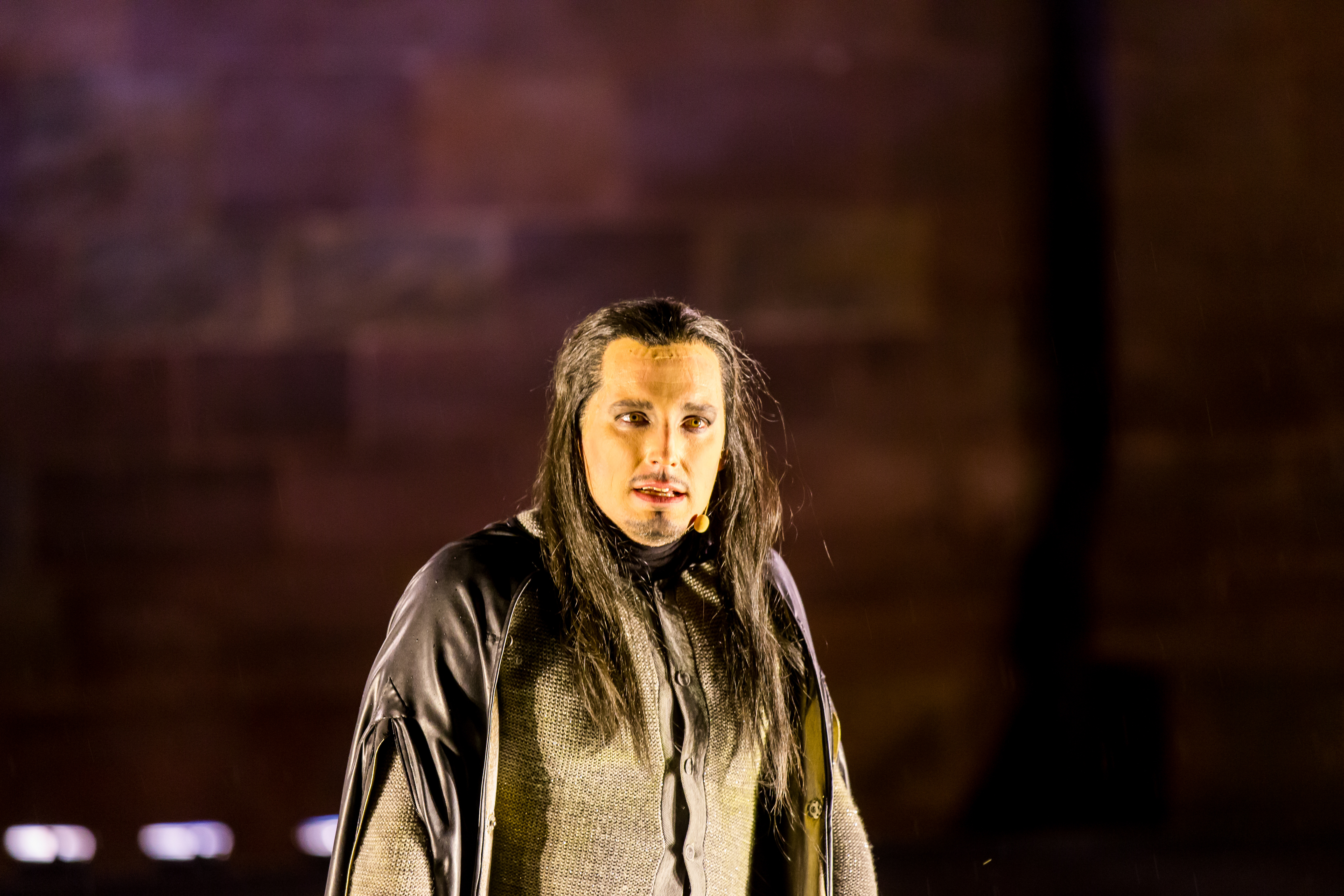
Max Urlacher als Hagen bei den Nibelungenfestspielen in Worms 2015

- Faust, Johann Wolfgang von Goethe, Regie Dieter Dorn, Kammerspiele München
- Frühlings Erwachen, Frank Wedekind, als Melchior Gabor, Regie Johanna Schall, Schauspiel Leipzig
- Ibrahim Bassa, Daniel Casper von Lohenstein, Titelrolle, Regie Hansgünther Heyme, Théâtre National du Luxembourg / Ruhrfestspiele Recklinghausen
- Die Möwe, Anton Pawlowitsch Tschechow, als Konstantin Gavrilovic Treplev, Regie Daniel Karasek, Schauspielhaus Zürich
- Clavigo, Johann Wolfgang von Goethe, als Beaumarchais, Regie Thomas Bischoff, Schauspielhaus Düsseldorf
- Madama Butterfly, Giacomo Puccini, als Sohn, Regie Christof Nel, Oper Frankfurt
- Torquato Tasso, Johann Wolfgang von Goethe, als Antonio, Regie Nicolas Stemann, Schauspielhaus Bochum
- Das kalte Kind, Marius von Mayenburg, Regie Florian Boesch, Residenztheater München
- 2013: Kindertotenlieder, Regie Christof Nel, Kunstfestspiele Herrenhausen
- 2015: Gemetzel, Albert Ostermaier, als Hagen, Regie Thomas Schadt, Nibelungenfestspiele Worms
- 2016: Der Sturm, William Shakespeare, als Sebastian, Regie Deborah Warner, Salzburger Festspiele
- 2017/2018: King Arthur, Henry Purcell, als Oswald, Regie Sven Eric Bechtolf, Julian Crouch, Staatsoper Berlin
- 2017: Lampedusa, Anders Lustgarten, als Stefano, Regie Thomas Blubacher, Tiroler Volksschauspiele
- 2019: King Arthur, Henry Purcell, als Oswald, Theater an der Wien
- 2019: Rückenwind, Max Urlacher, als Max, Regie Thomas Blubacher, Nibelungenfestspiele Worms
- 2020: Love Letters, Albert Ramsdell Gurney, Regie Gerd Wameling, Renaissance-Theater Berlin
- 2021/2022: Noch einen Augenblick, Fabrice Roger-Lacan, Regie Guntbert Warns, Renaissance-Theater Berlin
- 2021/2022: Freischütz, Carl Maria von Weber, als Samiel, Dirigent René Jacobs, Freiburger Barockorchester
- 2022: Ariadne auf Naxos, Richard Strauss / Hugo von Hofmannsthal, als Der Haushofmeister, Regie Hans Neuenfels, Dirigent Thomas Guggeis, Staatsoper Berlin
- 2022: Freischütz, Carl Maria von Weber, als Samiel, Regisseur/Dirigent René Jacobs, Freiburger Barockorchester
- 2023: Sommernachtstraum, Felix Mendelssohn Bartholdy, alle Figuren, Dirigent Pablo Heras-Casado, Freiburger Barockorchester
- 2023: Bach Rilke Bartok, als Rilke, Konzept James Munro, Freiburger Barockorchester
- 2023: Medea, Georg Anton Benda, als Jason, Akamus, Barocktage Staatsoper Berlin, Pierre Boulez Saal
- 2024: Weihnachtsgeschichte, Charles Dickens, sämtliche Rollen, Camerata Salzburg

## Bücher
- Rückenwind – Eine Liebesgeschichte. Knaur Verlag, München 2010, ISBN 978-3-426-50523-6.
- L.A. – Berlin, ein Jahr. Ein Briefwechsel mit Schauspielerin Franka Potente, Herder Verlag, Freiburg im Breisgau / Basel / Wien 2005, ISBN 978-3-451-28847-0.
- Ein Mann, eine Frage Kunstmann Verlag, München 2008, ISBN 978-3-88897-502-8.
- Die Putzi-Diaries. Droemer, München 2011, ISBN 978-3-426-22602-5.
- Die Königin von Lankwitz. Ullstein Verlag, Berlin 2018, ISBN 978-3-8437-1614-7

## Hörspiele als Autor
- 2011: Willy und das Meermädchen – Regie: Angeli Backhausen (Kinderhörspiel, WDR)
- 2013: Märchentherapie – Regie: Angeli Backhausen (Kinderhörspiel, WDR) – Deutscher Kinderhörspielpreis 2013
- 2014: Flaschenpost aus dem All – Regie: Angeli Backhausen (Kinderhörspiel, WDR)
- 2015: Audrey, die demente Fee – Regie: Angeli Backhausen (Kinderhörspiel, WDR)
- 2017: Eric, das Mörderhörnchen – Regie: Martin Zylka (Kinderhörspiel, WDR)
- 2018: Mit Volldampf durch die Wüste, das Geheimnis der Bagdadbahn – Regie: Claudia Johanna Leist (WDR)
- 2021: Die Königin von Lankwitz – Regie: Thomas Leutzbach, WDR[2]
- 2022: Die Angsthasen-AG, Regie Cordula Dickmeiß, Deutschlandfunk

## Audiografie (Auswahl)
- 2000: Die Päpstin, Donna Cross, Hörspiel, Regie: Walter Niklaus, mdr
- 2001: Józef Ignacy Kraszewski: Gräfin Cosel (Heinrich von Wehlen), Hörspiel, Regie: Walter Niklaus (Hörspiel, 5 Teile – MDR)
- 2002: Angola, Hörspiel, Regie Burghard Ax, wdr
- 2002: Ein gottverdammter Lügner, Stefan Ripplinger, Hörspiel, Regie: Petra Feldhoff, wdr
- 2003: I love my India, Hörspiel, Regie Thomas Wolfertz, WDR
- 2004: Das Geheimnis des Kartenmachers, von Rainer M. Schröder, Hörbuch, Hörverlag
- 2007: Der Teddy und die Tiere, von Michael Ende, Hörspiel, Regie: Walter Niklaus, Hörspiel, Der Audio Verlag
- 2007: In 80 Tagen um die Welt, von Jules Verne, Hörbuch, Buchfunk
- 2007: Die indische Verschwörung, von Michael Peinkofer, Hörbuch, Bastei Lübbe
- 2008 Kleiner Weingarten am Meer, Regie Judith Lorentz, mdr/deutschlandradio
- 2009: Paradiso, von Thomas Klupp, Hörbuch, Buchfunk
- 2012: Beate Becker: Herzog – Porträt einer Leidenschaft – Regie: Beate Becker (Radio-Feature – DKultur)
- 2013: Markus Metz, Georg Seeßlen: Interview mit der Sprechmaschine – Regie: Friederike Wigger (Radio-Feature – DKultur)
- 2013: 34 Meter über dem Meer, Regie Petra Feldhoff, wdr
- 2014: Haltewunschtaste, von Nele Heyse, Hörbuch, Buchfunk
- 2015: Horn durch Brust, Regie: Wolfgang Rindfleisch, Hörspiel, Deutschlandradio Kultur
- 2016: Jil und Khaled, Regie: Alexander Schumacher, Deutschlandradio Kultur
- 2017: Barsach, Regie: Erik Altorfer, Deutschlandradio Kultur
- 2017: Aus tiefer Not, Regie: Uwe Schareck, Deutschlandfunk Kultur
- 2017: Das Ende von Laura und Paul, Regie: Andrea Getto, Deutschlandfunk Kultur
- 2017: Der Alleskönner von Thilo Reffert, Regie: Klaus-Michael Klingsporn, Deutschlandfunk Kultur, Kakadu
- 2017: Läuft bei Dir, Frau Holle, Hörspiel, Regie: Klaus-Michael Klingsporn, Deutschlandfunk Kultur
- 2017: Magic Cities, Doku-Serie, 5 × 45 Min., Haupt-Sprecher, Regie Susanne Brand, Nicola Graef und Heike Nikolaus, arte
- 2018: Die Königin von Lankwitz, Hörbuch, Audio Media Verlag.
- 2018: Meine Erinnerungen reißen mich in Stücke, Hörspiel, Regie: Christin König, Deutschlandfunk Kultur
- 2018: Illegal, von Max Annas, Hörspiel, Regie: Uwe Schareck, Deutschlandfunk Kultur
- 2019: In den Augen der Welt, Hörspiel, Buch und Regie: Dominik Busch, Deutschlandfunk Kultur
- 2019: Harz von Ane Riel, Hörbuch, Hörverlag
- 2019: Der Abgrund von Melanie Raabe, Podcast, Hörspiel, Thriller-Serie, Regie: Anja Herrenbrück, Hörverlag
- 2019: Gehen, ohne je den Gipfel zu besteigen, Hörbuch, Paolo Cognetti, Hörverlag
- 2019: Farben der Nacht, Hörspiel, Davit Gabunia, Regie: Eva Solloch, Deutschlandfunk Kultur
- 2019: Fake Metal Jacket, Hörspiel, Sven Recker, Regie: Wolfgang Seesko, Deutschlandfunk Kultur
- 2020: Störfaktor Kunst, Doku-Reihe, 3 × 52 Min., Haupt-Sprecher, Regie: Nicola Graef, Jörg Jung, arte/WDR/mdr
- 2020: Omis Schatz, Hörspiel, Angela Gerrits, Regie: Cordula Dickmeiß, Deutschlandfunk Kultur
- 2020: Hoffnung ist Gift, Hörspiel, nach dem Roman von Iain Levison, Bearbeitung: Steffen Moratz, Regie: Cordula Dickmeiß, Deutschlandfunk Kultur
- 2021: Ein ganzes Leben lang, Hörbuch, Rosie Walsh, Regie Kati Schaefer, Hörverlag
- 2021: Mini ist weg, Kinderhörspiel, Rusalka Reh, Regie Beatrix Ackers, Deutschlandfunk Kultur
- 2022: Zwei Herzen unter acht Millionen, Hörbuch, Kate Spencer, Hörverlag
- 2022: ZERV – Die Ermittler, Doku-Serie, fünf Teile, Haupt-Sprecher, Regie Heike Bittner, mdr für Das Erste/ARD
- 2022: Gegenlicht, Hörbuch, Bernhard Aichner, Hörverlag
- 2022: Brennweite, Hörbuch, Bernhard Aichner, Hörverlag
- 2023: Der Freischütz, CD, Rolle Samiel, Dirigent René Jacobs Label Harmonia Mundi, Preis: Opus Klassik Award für die Operneinspielung des Jahres 2023
- 2023: Zwischen Welten, Hörbuch, Juli Zeh, Simon Urban, Hörverlag
- 2023: Morgen und für immer, Ermal Meta, Hörverlag
- 2023: Barbie - die perfekte Frau?, Dokumentation, SWR, Regie Nicola Graef und Julia Zinke, Sprecher
- 2024: Sommerhaus am See, Hörbuch, David James Poissant, Hörverlag
- 2024: Nur der Tod ist schneller, Hörbuch, Achilles, USM Audio
- 2024: Frans Hals - Maler des Lachens. Dokumentation, Arte, Regie Frauke Schlieckau, Haupt-Sprecher
- 2025: Sommernachtstraum, CD, Felix Mendelssohn Bartholdy, Dirigent Pablo Heras-Casado, Label Harmonia Mundi

## Auszeichnungen
- 2013: Deutscher Kinderhörspielpreis[3]